# Graham E. Bell
Graham E. Bell es un astrónomo aficionado estadounidense, descubridor de cometas y asteroides, que opera en el Observatorio Astronómico Farpoint, en Kansas.
El Minor Planet Center, o Centro de Planetas Menores, le atribuye el descubrimiento de 56 planetas menores numerados entre 1998 y 2000.  
En diciembre de 1999, junto con su colega Gary Hug, descubrió el cometa periódico 178P/Hug-Bell.
| Asteroides descubiertos: 56 | Asteroides descubiertos: 56 |
| --------------------------- | --------------------------- |
| (18055) Fernhildebrandt     | 11 de octubre de 1999       |
| (19619) Bethbell            | 16 de agosto de 1999        |
| (19630) Janebell            | 2 de septiembre de 1999     |
| (20673) Janelle             | 3 de noviembre de 1999      |
| (21651) Mission Valley      | 19 de julio de 1999         |
| (22791) Twarog              | 14 de junio de 1999         |
| (22821) 1999 RS33           | 2 de septiembre de 1999     |
| (23989) Farpoint            | 3 de septiembre de 1999     |
| (24265) Banthonytwarog      | 13 de diciembre de 1999     |
| (24305) Darrellparnell      | 26 de diciembre de 1999     |
| (24308) Cowenco             | 29 de diciembre de 1999     |
| (25594) Kessler             | 29 de diciembre de 1999     |
| (25595) 1999 YD9            | 29 de diciembre de 1999     |
| (26436) 1999 YV4            | 28 de diciembre de 1999     |
| (38249) 1999 QJ2            | 24 de agosto de 1999        |
| (38604) 1999 YJ4            | 27 de diciembre de 1999     |
| (40331) 1999 MS1            | 17 de junio de 1999         |
| (40437) 1999 RU33           | 6 de septiembre de 1999     |
| (40438) 1999 RV33           | 6 de septiembre de 1999     |
| (41057) 1999 VU22           | 12 de noviembre de 1999     |
| (42925) 1999 TC6            | 6 de octubre de 1999        |
| (43031) 1999 VY25           | 14 de noviembre de 1999     |
| (45178) 1999 XW143          | 13 de diciembre de 1999     |
| (45253) 1999 YU4            | 28 de diciembre de 1999     |
| (45255) 1999 YK13           | 31 de diciembre de 1999     |
| (49300) 1998 VZ5            | 13 de noviembre de 1998     |
| (49705) 1999 VC19           | 11 de noviembre de 1999     |
| (49976) 1999 YR4            | 28 de diciembre de 1999     |
| (49977) 1999 YS4            | 28 de diciembre de 1999     |
| (59803) 1999 QH2            | 22 de agosto de 1999        |
| (59829) 1999 RZ32           | 7 de septiembre de 1999     |
| (60268) 1999 XU38           | 6 de diciembre de 1999      |
| (74595) 1999 QP             | 20 de agosto de 1999        |
| (75013) 1999 UJ4            | 29 de octubre de 1999       |
| (75071) 1999 VB19           | 11 de noviembre de 1999     |
| (75076) 1999 VE22           | 12 de noviembre de 1999     |
| (75551) 1999 YL4            | 27 de diciembre de 1999     |
| (85877) 1999 CD8            | 13 de febrero de 1999       |
| (91529) 1999 RL193          | 13 de septiembre de 1999    |
| (91903) 1999 VA19           | 10 de noviembre de 1999     |
| (101615) 1999 CD9           | 14 de febrero de 1999       |
| (102218) 1999 TA6           | 5 de octubre de 1999        |
| (102219) 1999 TB6           | 6 de octubre de 1999        |
| (102625) 1999 VX27          | 15 de noviembre de 1999     |
| (121072) 1999 DP3           | 17 de febrero de 1999       |
| (121184) 1999 NH            | 5 de julio de 1999          |
| (121764) 1999 YH13          | 31 de diciembre de 1999     |
| (137812) 1999 YU14          | 31 de diciembre de 1999     |
| (148186) 2000 BG            | 16 de enero de 2000         |
| (181886) 1999 RP32          | 9 de septiembre de 1999     |
| (185753) 1999 RM193         | 13 de septiembre de 1999    |
| (192591) 1999 CE8           | 13 de febrero de 1999       |
| (216935) 1999 RJ43          | 13 de septiembre de 1999    |
| (231776) 1999 XM127         | 10 de diciembre de 1999     |